# Татарчев, Христо
Христо Николов Татарчев (16 декабря 1869, Ресен, Османская империя (совр. Республика Македония) — 5 января 1952, Турин, Италия) — болгарский революционер, участник македонско национально-освободительного движения в Македонии, один из основателей ВМОРО.